# Phenacogaster apletostigma
Phenacogaster apletostigma és una espècie de peix de la família dels caràcids i de l'ordre dels caraciformes que habita al riu Araguari (Estat d'Amapá, Brasil) de clima tropical. Els mascles poden assolir 4,1 cm de llargària total.